# Kolonia (rejon kobryński)
Kolonia (biał. Калонія; ros. Колония, dawn. Kolonja-Nowosiółki) – wieś na Białorusi, w obwodzie brzeskim, w rejonie kobryńskim, w sielsowiecie Ostromecz.
W XIX w. majątek ziemski. W dwudziestoleciu międzywojennym wieś Kolonia-Nowosiółki i folwark Kolonia leżały w Polsce, w województwie poleskim, w powiecie kobryńskim.